# Alpina B6 Biturbo
Der Alpina B6 Biturbo ist ein Pkw-Modell der oberen Mittelklasse des Kleinserienherstellers Alpina Burkard Bovensiepen, der auf der 6er-Reihe des Automobilherstellers BMW basiert.

## Modellgeschichte
Die Premiere auf einer Automobilmesse wurde beim Cabriolet (F12) auf der IAA 2011, die des Coupés (F13) auf der Tokyo Motor Show 2011 und die der Limousine (F06) auf dem Genfer Auto-Salon 2014 durchgeführt. Auf dem Genfer Auto-Salon 2015 wurde das überarbeitete Modell präsentiert.

## Galerie

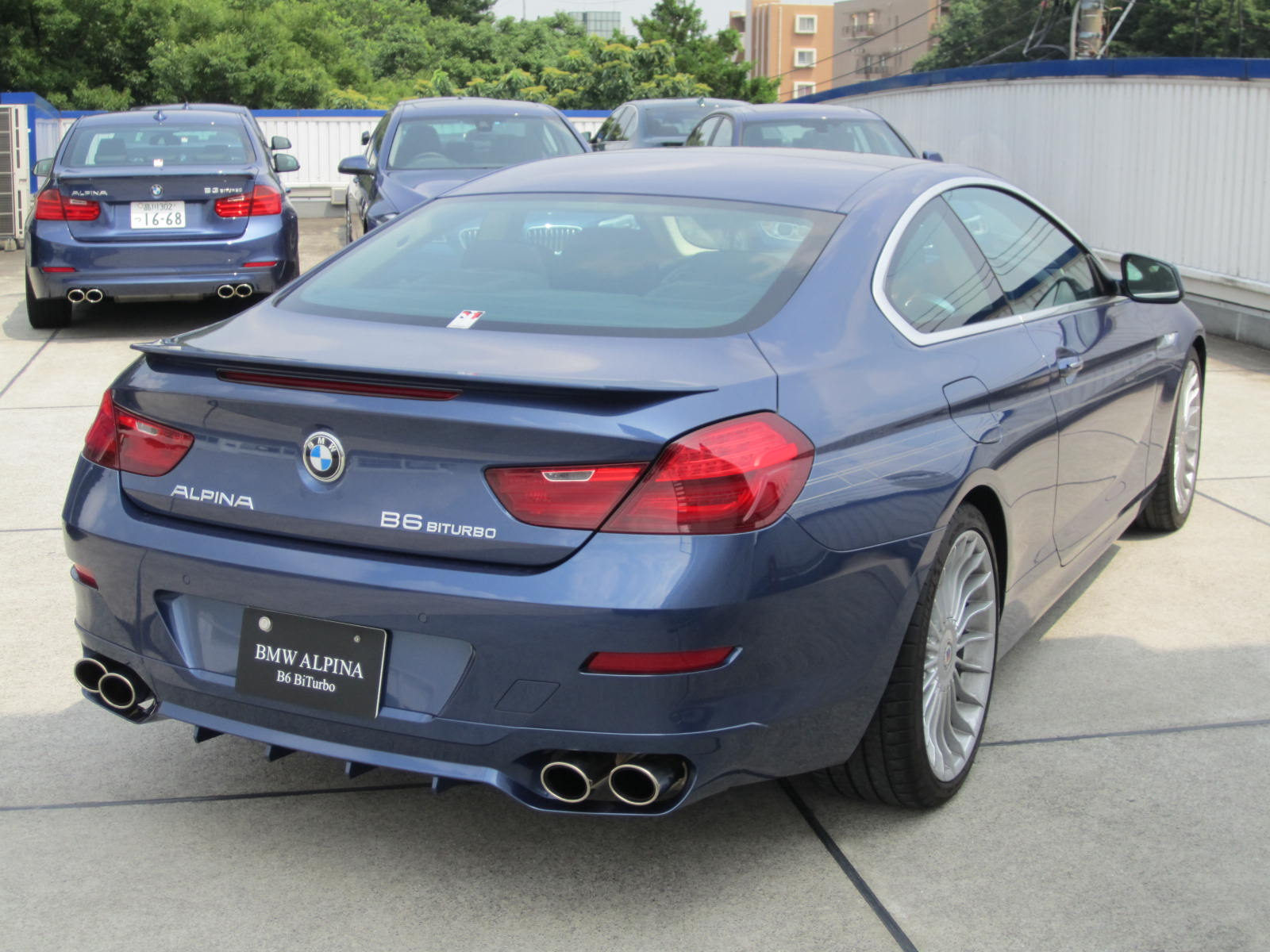
Heckansicht
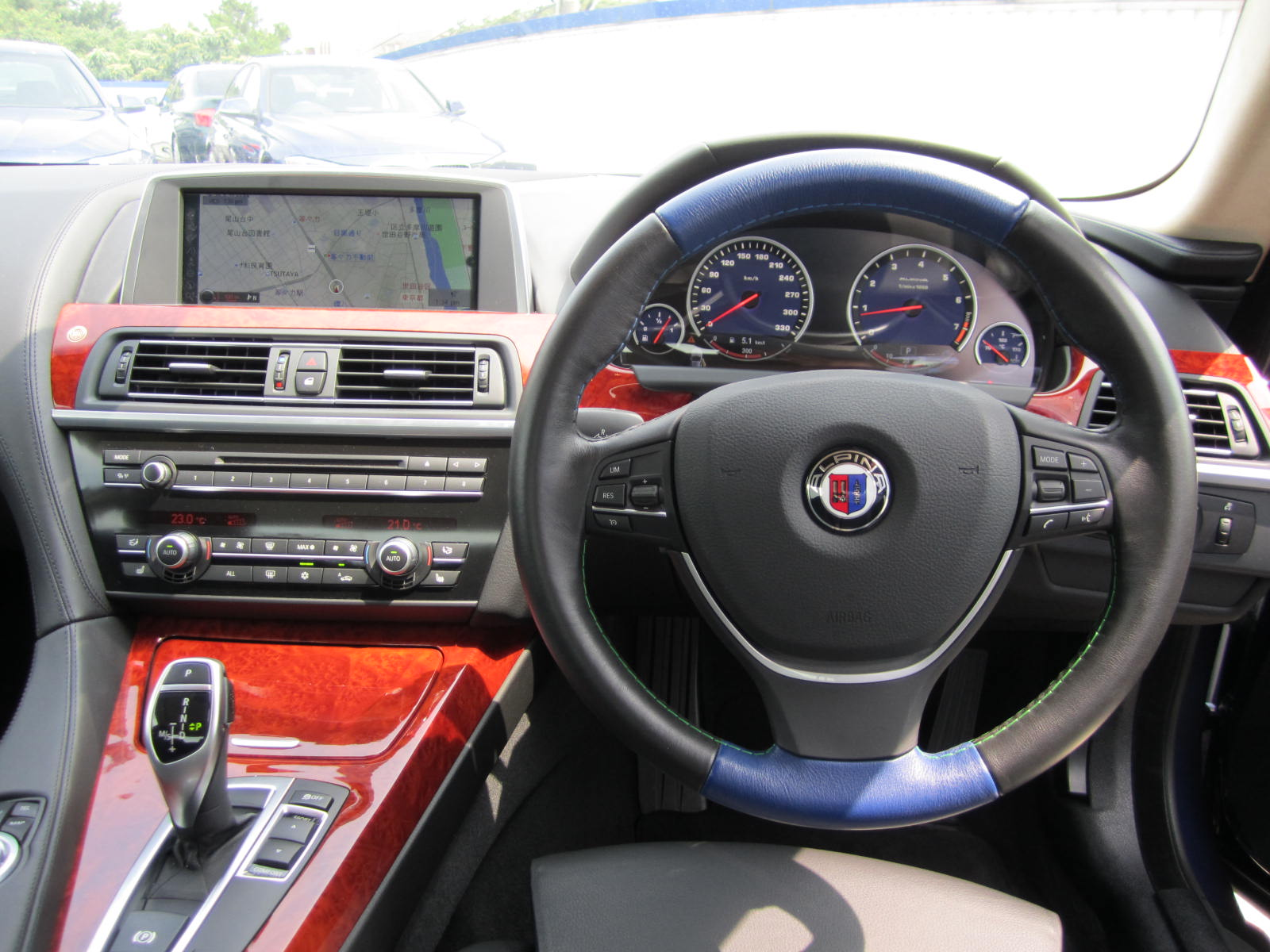
Innenraum
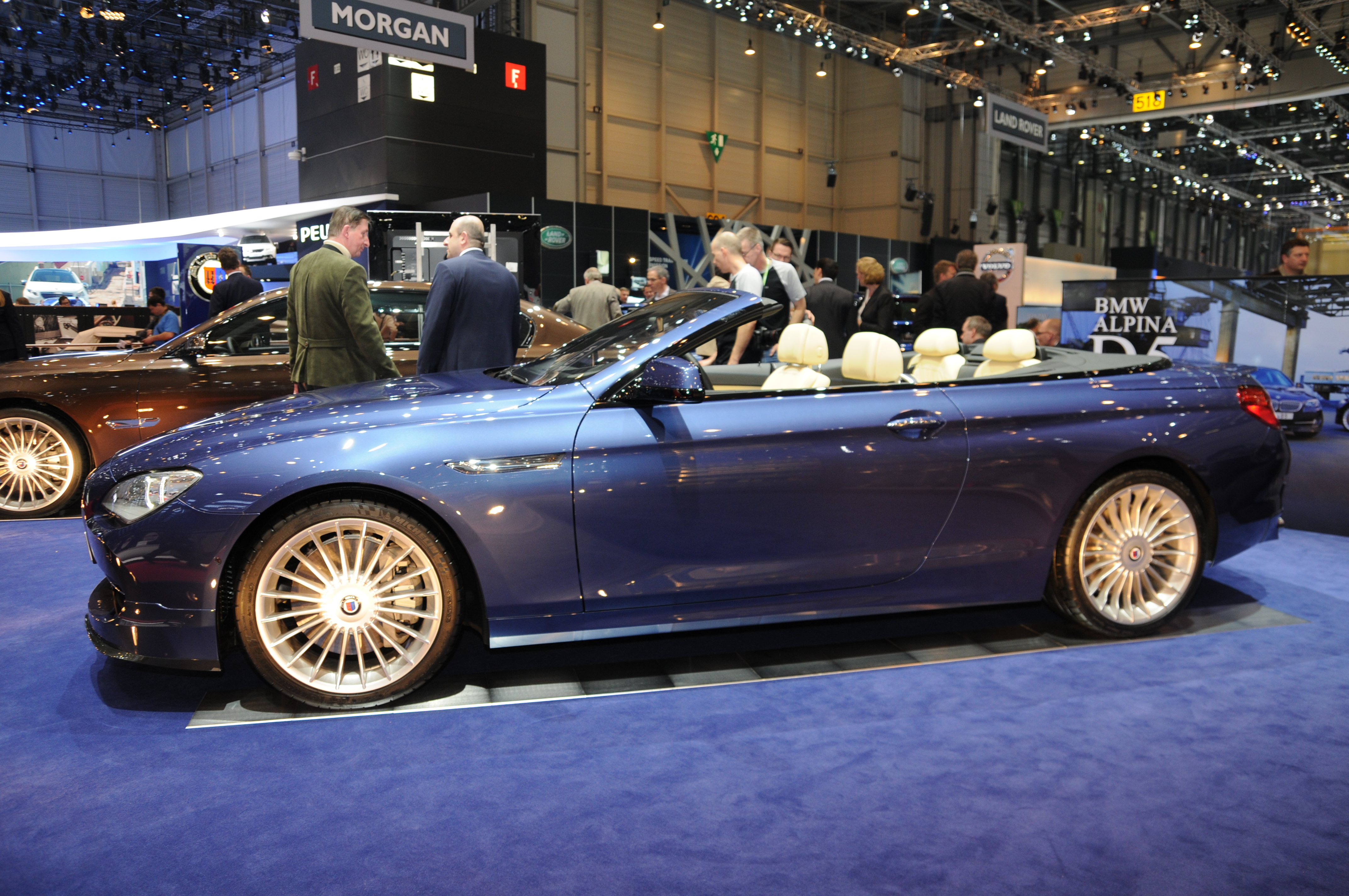
Alpina B6 BiTurbo Cabriolet (2012–2015)
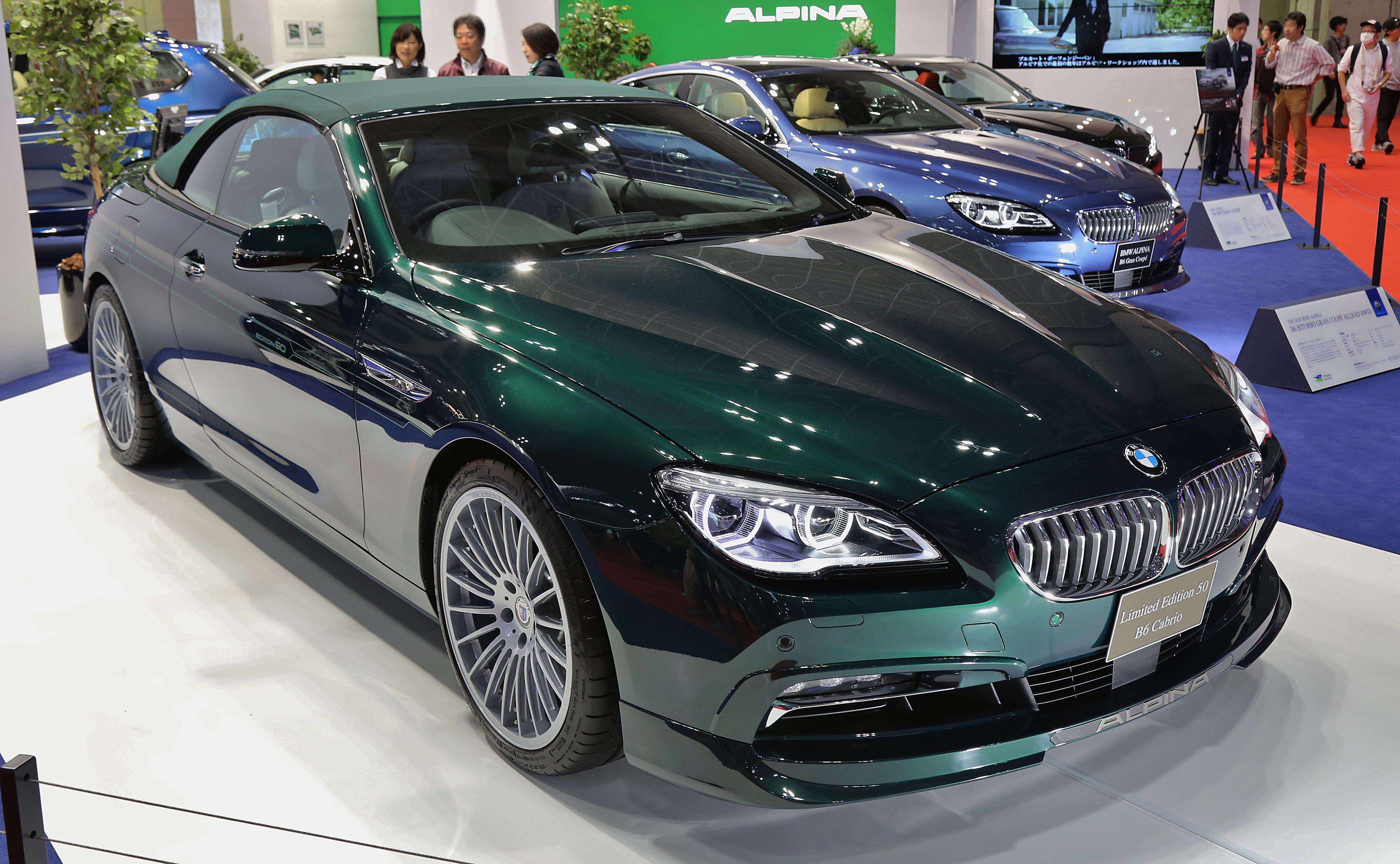
Alpina B6 BiTurbo Cabriolet (2015–2018)
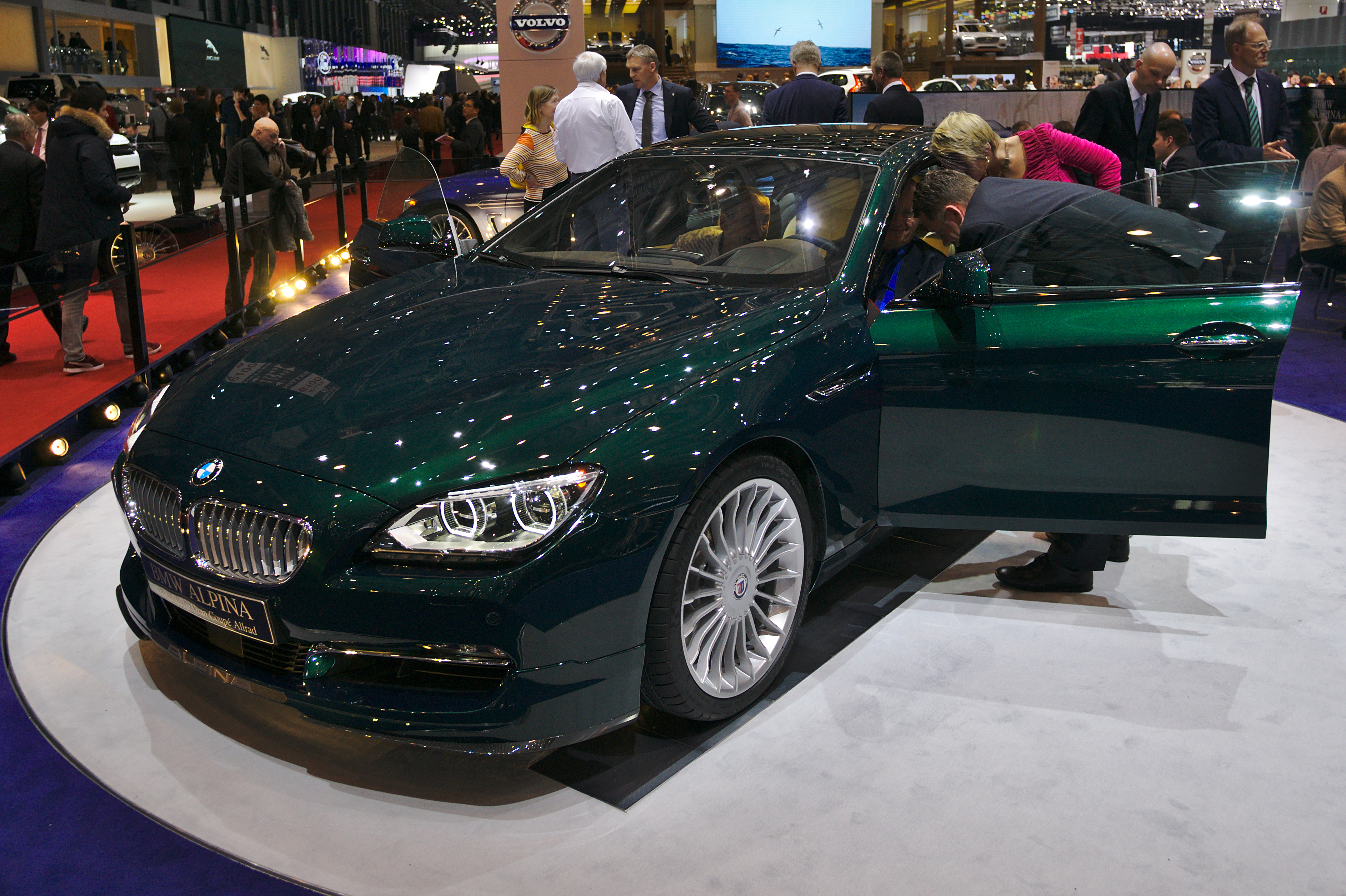
Alpina B6 BiTurbo Gran Coupé (2012–2015)
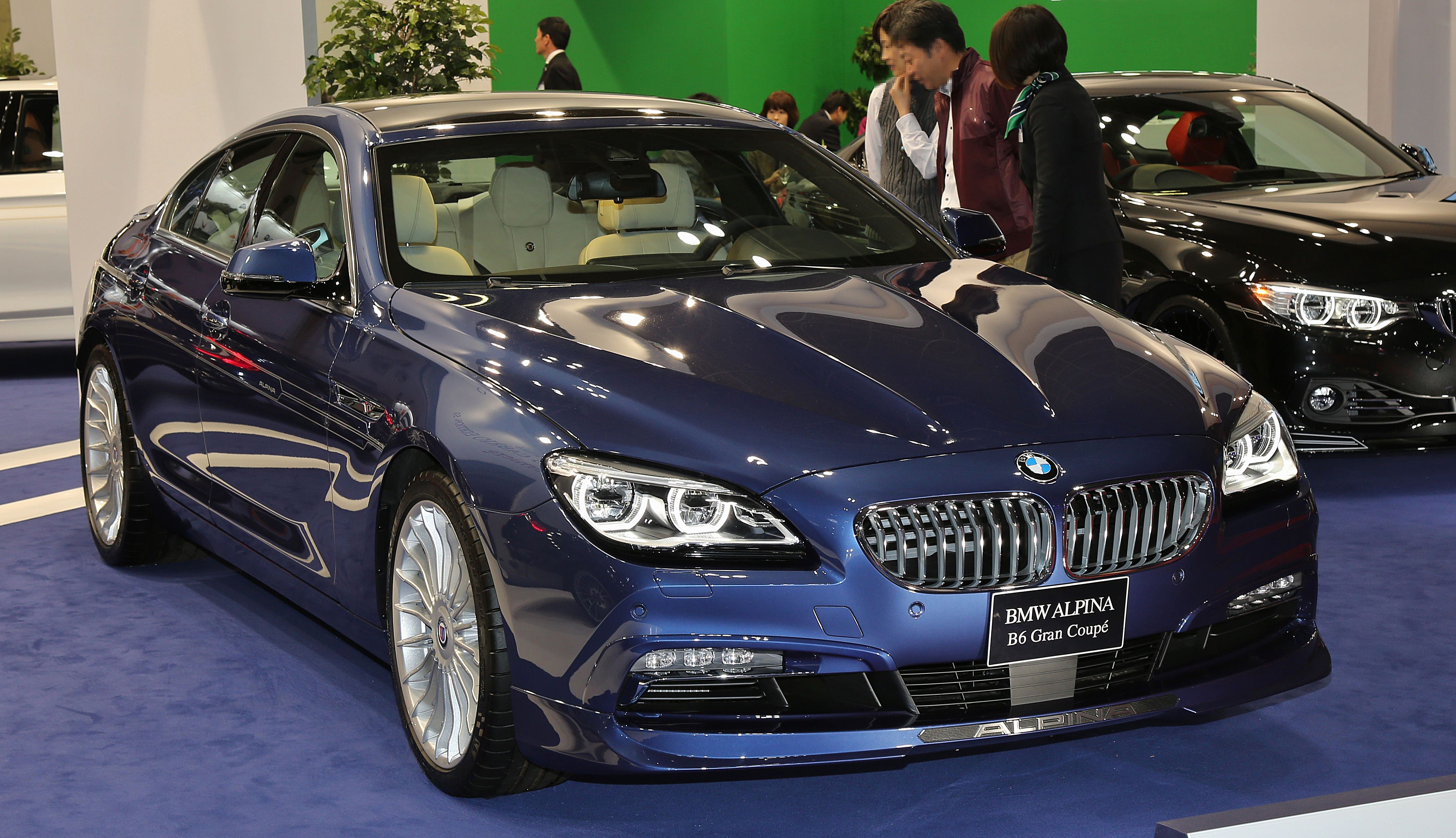
Alpina B6 BiTurbo Gran Coupé (2015–2018)

## Technische Daten

### 2011–2015
| Alpina B6 Biturbo               | Coupé                                    | Cabriolet                                | Gran Coupé Allrad                        |
| ------------------------------- | ---------------------------------------- | ---------------------------------------- | ---------------------------------------- |
| Bauzeit                         | 09/2011–09/2014                          | 09/2011–09/2014                          | 04/2014–12/2014                          |
| Zylinder                        | 8                                        | 8                                        | 8                                        |
| Bohrung × Hub                   | 89,0 mm × 88,3 mm                        | 89,0 mm × 88,3 mm                        | 89,0 mm × 88,3 mm                        |
| Hubraum                         | 4395 cm³                                 | 4395 cm³                                 | 4395 cm³                                 |
| Verdichtung                     |                                          |                                          |                                          |
| max. Leistung                   | 397 kW (540 PS) bei 6000/min             | 397 kW (540 PS) bei 6000/min             | 397 kW (540 PS) bei 6000/min             |
| max. Drehmoment                 | 730 Nm bei 3500–4500/min                 | 730 Nm bei 3500–4500/min                 | 730 Nm bei 3500–4500/min                 |
| Getriebe                        | 8-Gang-Automatikgetriebe „Switch-Tronic“ | 8-Gang-Automatikgetriebe „Switch-Tronic“ | 8-Gang-Automatikgetriebe „Switch-Tronic“ |
| Höchstgeschwindigkeit           | 320 km/h                                 | 317 km/h                                 | 318 km/h                                 |
| Beschleunigung, 0–100 km/h      | 4,3 s                                    | 4,4 s                                    | 3,9 s                                    |
| Leergewicht                     | 1945 kg                                  | 2095 kg                                  | 2105 kg                                  |
| Kraftstoffverbrauch in l/100 km | 9,4 SP                                   | 9,6 SP                                   | 10,4 SP                                  |

### 2015–2018
| Alpina B6 Biturbo               | Coupé                                    | Cabriolet                                | Gran Coupé Allrad                        |
| ------------------------------- | ---------------------------------------- | ---------------------------------------- | ---------------------------------------- |
| Bauzeit                         | 2015–2018                                | 2015–2018                                | 2015–2018                                |
| Zylinder                        | 8                                        | 8                                        | 8                                        |
| Bohrung × Hub                   | 89,0 mm × 88,3 mm                        | 89,0 mm × 88,3 mm                        | 89,0 mm × 88,3 mm                        |
| Hubraum                         | 4395 cm³                                 | 4395 cm³                                 | 4395 cm³                                 |
| Verdichtung                     | 10,0 : 1                                 | 10,0 : 1                                 | 10,0 : 1                                 |
| max. Leistung                   | 441 kW (600 PS) bei 6000/min             | 441 kW (600 PS) bei 6000/min             | 441 kW (600 PS) bei 6000/min             |
| max. Drehmoment                 | 800 Nm bei 3500–4500/min                 | 800 Nm bei 3500–4500/min                 | 800 Nm bei 3500–4500/min                 |
| Getriebe                        | 8-Gang-Automatikgetriebe „Switch-Tronic“ | 8-Gang-Automatikgetriebe „Switch-Tronic“ | 8-Gang-Automatikgetriebe „Switch-Tronic“ |
| Höchstgeschwindigkeit           | 330 km/h                                 | 327 km/h                                 | 324 km/h                                 |
| Beschleunigung, 0–100 km/h      | 4,2 s                                    | 4,2 s                                    | 3,8 s                                    |
| Leergewicht                     | 1945 kg                                  | 2095 kg                                  | 2105 kg                                  |
| Kraftstoffverbrauch in l/100 km | 9,4 SP                                   | 9,6 SP                                   | 10,4 SP                                  |